# Animation de pâte à modeler

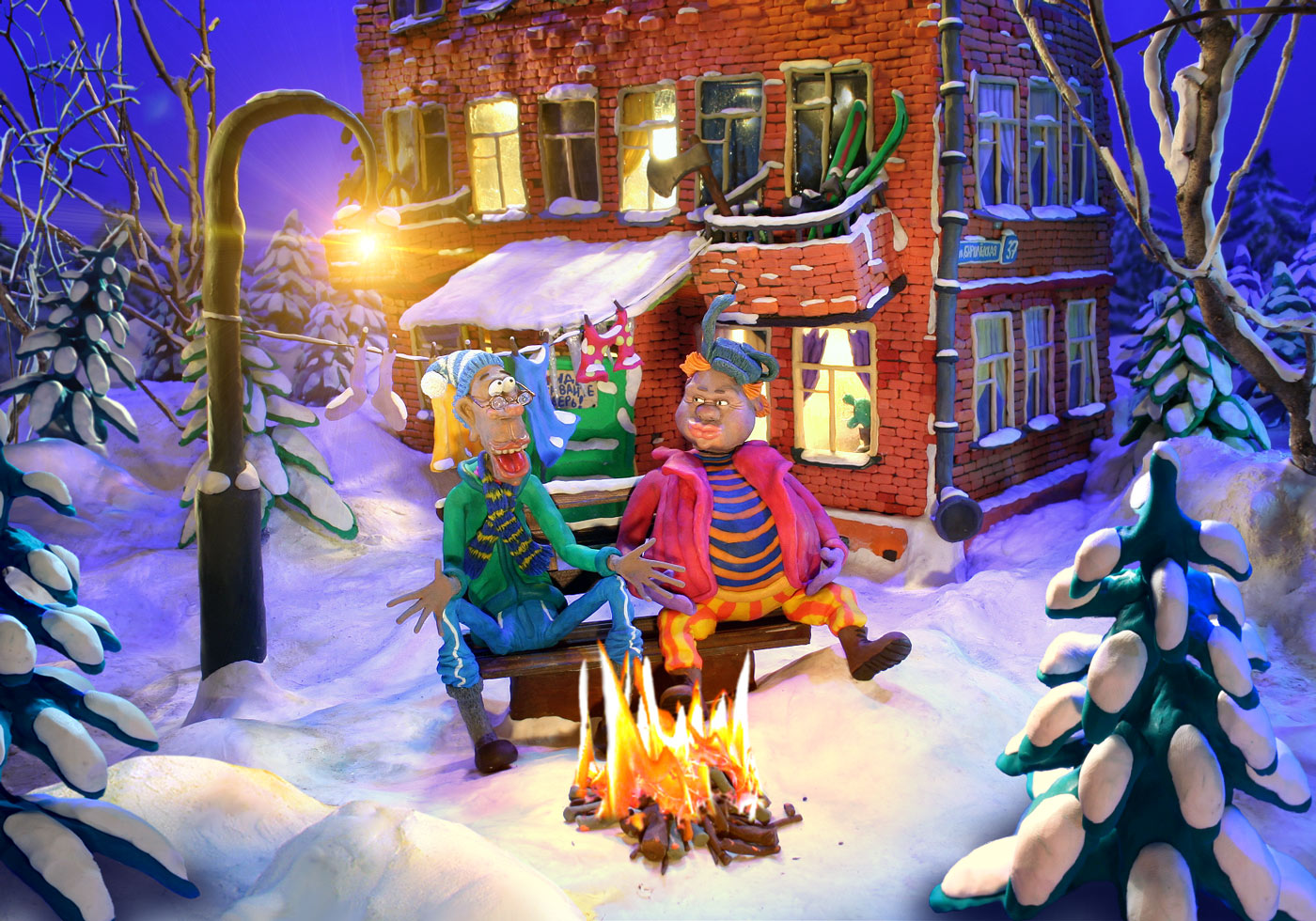
Animation de pâte à modeler.

L'animation de pâte à modeler est une forme d'animation en volume utilisée dans des films en image par image. Elle inclut un élément scénique déformable, figure, personnage ou décor, fait d'une substance malléable et élastique, comme la pâte à modeler plasticine ou certaines matières latex. Cette technique est appelée en anglais claymation (contraction de clay : argile, et animation), parfois traduite en français par le néologisme patanimation.

## Généralités
Chaque élément est sculpté dans une matière similaire à l'argile, montée sur un squelette articulé (bois ou métal). L'objet — personnage ou accessoire — est disposé par l'animateur dans un décor conçu selon ses proportions. L'animateur actionne alors la caméra qui prend un seul photogramme. L'animateur déplace ou modifie la pose du personnage ou de l'accessoire et déclenche la caméra pour enregistrer un autre photogramme. Un film comporte ainsi 24 images pour donner une durée de visionnement d'une seule seconde. L'opération doit donc être répétée 24 fois pour autant de secondes dans le film final. Un film de 60 minutes par exemple, totalise 86.400 opérations successives, chacune pouvant prendre plusieurs minutes de préparation pour les modifications souhaitées par le réalisateur. On peut comprendre pourquoi, pour des raisons économiques, certains animateurs prennent à chaque pose deux photogrammes identiques et non un seul. Le résultat en caméra argentique était un peu plus saccadé que celui qu'on obtenait avec la full animation (pleine animation), mais les prises de vues actuelles en numérique n'ont plus cet inconvénient, une sorte de fondu enchaîné entre chaque photogramme étant applicable dans ces procédés.
En raison du besoin de constance des matériaux, caoutchouc, silicone et latex sont souvent préférés à la pâte à modeler dans la réalisation des longs-métrages. C'est toutefois la volonté esthétique qui peut motiver le choix de la substance, voire leur mélange. Par exemple, le long-métrage L'Étrange Noël de monsieur Jack utilise du latex pour chaque personnage. Les longs-métrages de Wallace et Gromit, quant à eux, utilisent exclusivement de la pâte à modeler.

## Types
L'animation de pâte à modeler peut prendre plusieurs formes :

### Formes libres
C'est la forme d'animation la plus populaire et narrative. Le personnage est souvent modelé par-dessus une armature métallique, un squelette articulé assurant la bonne tenue de ses différents éléments. Le premier personnage d'animation de pâte à modeler est Gumby, créé dans les années 1950 par Art Clokey. Les studios Aardman ont aussi créé les célèbres Wallace et Gromit.
Des formes abstraites évoluent par modelage entre chaque prise, comme dans Gumbasia d'Art Clokey, réalisé en 1953, ou dans des travaux de Bruce Bickford.

### Formes codifiées

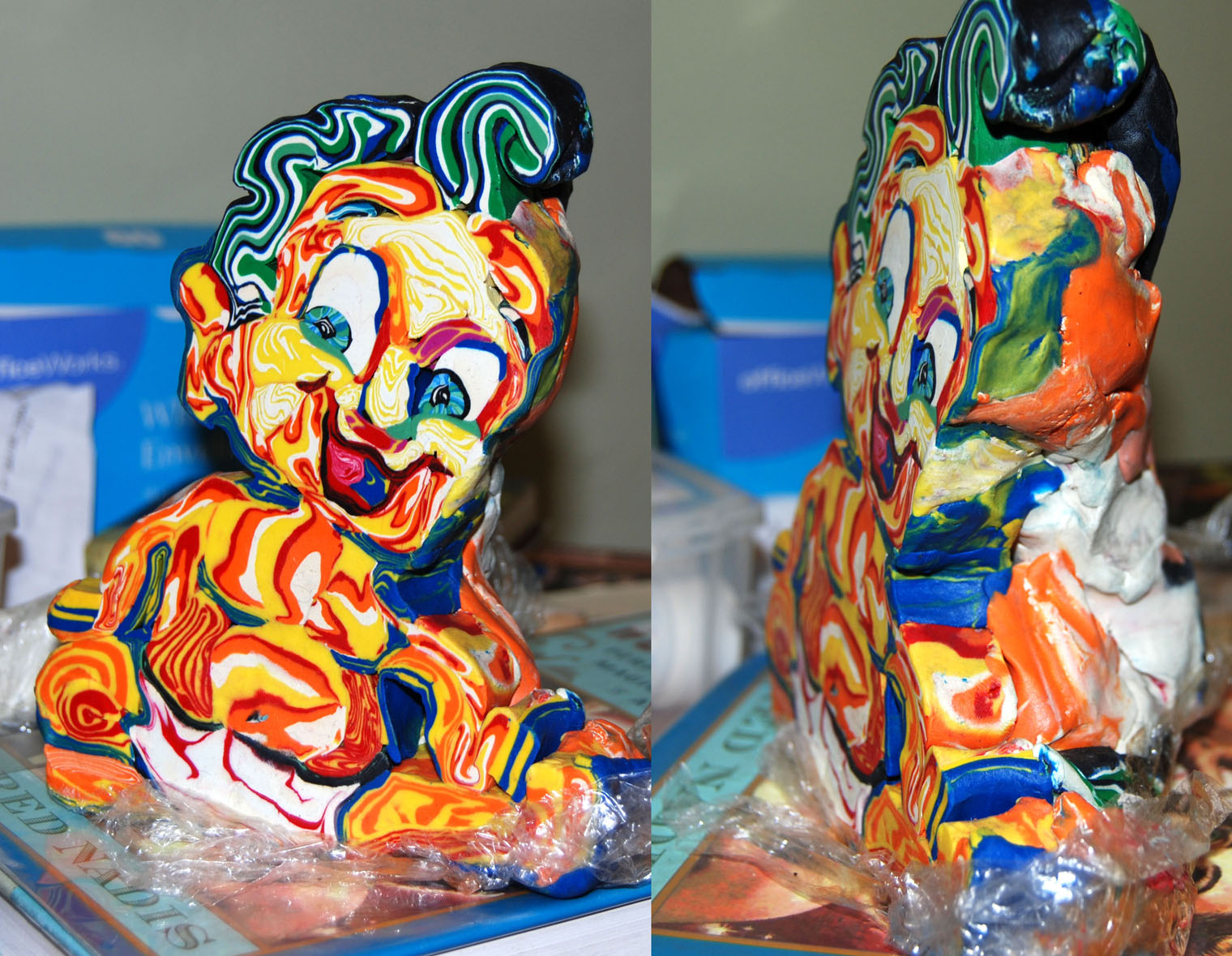
Une sculpture de David Daniels à trancher.

Cette forme est également appelée stratcut ou straticut. Un pain de pâte à modeler est préalablement formé, réunissant plusieurs colombins, qui vus de profils constituent un dessin. Chaque prise de vue correspond à une strate de ce volume, c'est-à-dire qu'entre chaque prise de vue une portion du volume est tranchée, dévoilant la déformation du dessin de départ. Cette technique a été expérimentée dans les années 1920 par l'allemand Oskar Fischinger, pionnier de l'animation de cire et de pâte à modeler, et revisitée dans le milieu des années 1990 par David Daniels, un associé de Will Vinton, dans son court-métrage de 16 minutes Buzz Box.
Cette technique se rapproche de la peinture animée. De la pâte est étalée sur une surface plane, puis re-répartie entre chaque prise. La scène ne possède que deux dimensions, comme un tableau animé, mais a une texture différente. Cette technique est utilisée dans des formes plus libres, par exemple pour figurer la mer dans des plans larges.

## Histoire
En 1936, le cinéaste français Jean Painlevé tourne Barbe-Bleue, film de 33 minutes, selon la technique de l'animation en pâte à modeler, avec l'aide du sculpteur René Bertrand, sur une musique de Maurice Jaubert. Art Clokey dans les années 1950 crée le célèbre personnage vert Gumby dans son court métrage Gumbasia en 1953. Parmi les réalisations les plus connues figurent les films des studios Aardman Animations, notamment la série des Wallace et Gromit et Chicken Run (Poulets en fuite au Québec) et Souris City qui est le seul film à ne pas avoir été réalisé par image-par-image avec de la pâte à modeler mais avec l'Animation 3D dû fait que avec l'omniprésence d'eau et d'effets aquatiques dans le film aurait été beaucoup trop chère et compliquée à réaliser pour eux.
La série Celebrity Deathmatch de la chaîne musicale MTV est elle aussi réalisée en pâte à modeler. En 1997 et 1998, les idents de télétoon étaient faits de cette façon. Parfois seule une scène particulière d'un film est réalisée en pâte à modeler, comme en 2003 dans le film Les Clefs de bagnole (de Laurent Baffie).

## Les différents studios d'animation
- Aardman Animations : studio emblématique des techniques de Clay animation, il est à ce jour un des plus grands producteurs de films d'animation en pâte à modeler. Ses locaux se trouvent à Bristol en Angleterre.
- Folimage : société qui combine le développement, la production, la fabrication et la distribution de films d'animation. Les studios sont basés au centre-ville de Valence.

## Liste des films d'animation en pâte à modeler
1. Vincent (1982)
2. Les Possibilités du dialogue (1983)
3. Les Aventures de Mark Twain (1985)
4. Wallace et Gromit : Une grande excursion (1989)
5. Obscurité, lumière, obscurité (1990)
6. Wallace et Gromit : Un mauvais pantalon (1993)
7. L'Étrange Noël de monsieur Jack (1993)
8. Wallace et Gromit : Rasé de près (1995)
9. James et la Pêche géante (1996)
10. Robbie le renne dans la grande course polaire (1999)
11. Chicken Run (2000)
12. Harvie Krumpet (2003)
13. Wallace et Gromit : Le Mystère du lapin-garou (2005)
14. Chainsaw Maid (2007)
15. Wallace et Gromit : Un sacré pétrin ! (2008)
16. Pussy cat (2008)
17. Mary et Max (2009)
18. Coraline (2009)
19. Le Sens de la vie pour 9,99 $ (2009)
20. The Sick Boy and the Tree (2009)
21. Le vilain petit canard (2010)
22. Chainsaw Maid 2 (2010)
23. T is for Toilet (2011)
24. Les Pirates ! Bons à rien, mauvais en tout (2012)
25. Claycat’s The Raid (2012)
26. Ghost Burger (2013)
27. Shaun le mouton, le film (2015)
28. Ma vie de Courgette (2016)
29. Chicken Run 2 (2023)
30. Mémoires d'un escargot (2024)

## Liste des séries télévisées en pâte à modeler
- Mio Mao
- Pat et Mat
- Pingu
- Shaun le mouton
- Hopital Hilltop